# آلان ماير
آلان ماير (بالفرنسية: Alain Meyer)‏ هو سياسي لوكسمبورغي، ولد في 21 نوفمبر 1949 في لوكسمبورغ في لوكسمبورغ. حزبياً، نشط في حزب العمال الاشتراكي في لوكسمبورغ.